# Gobierno en el exilio

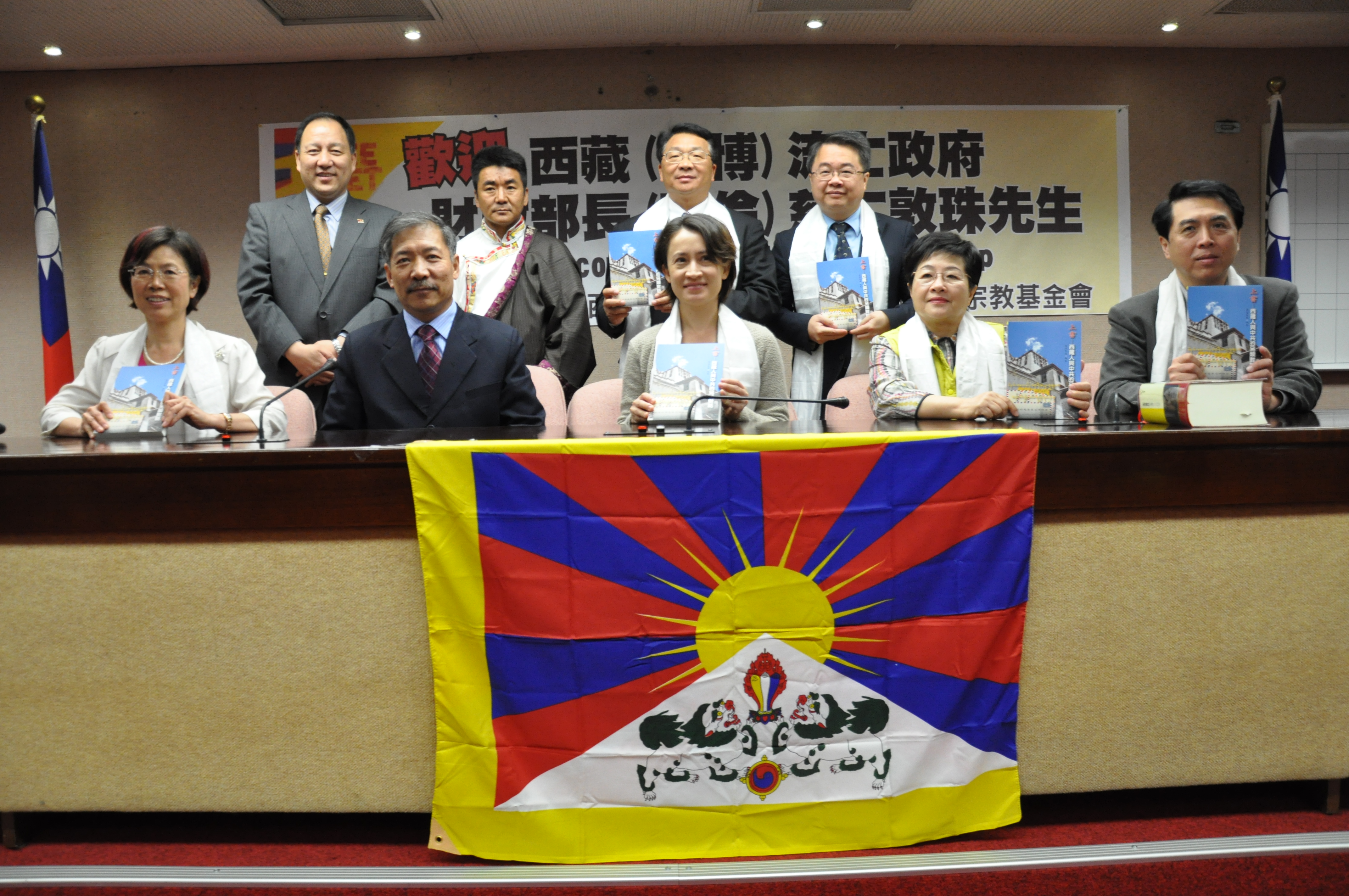
Representantes de la Administración Central Tibetana en Taiwán en 2013. Un gobierno en el exilio que reclama el territorio chino de la Región autónoma del Tíbet.

Un gobierno en el exilio es un grupo político que dice ser el gobierno legítimo de un país, pero por diversas razones, no puede ejercer su poder legal, y además reside en un país extranjero o área exterior. Los gobiernos en el exilio, por lo general operan bajo el supuesto de que algún día volverá a su país natal y recuperar el poder.
Es frecuente que se formen gobiernos en el exilio en tiempos de ocupación militar durante una guerra, y a veces también después de una guerra civil, revolución o golpe de Estado. Por ejemplo, durante la Segunda Guerra Mundial, numerosos gobiernos y monarcas europeos, ante la expansión de la Alemania nazi, se vieron forzados a buscar refugio en el Reino Unido, estableciendo allí sus gobiernos en el exilio.
La eficacia de un gobierno en el exilio depende principalmente del apoyo que pueda obtener de gobiernos extranjeros, por una parte, y de la población de su país, por el otro. Algunos gobiernos en el exilio pueden convertirse en una fuerza formidable, lo que representa un grave problema para el rival en la posesión efectiva del país, mientras que otros se mantienen principalmente como un gesto simbólico con poco efecto sobre la situación real.

## Acciones de los gobiernos en el exilio
El derecho internacional reconoce que los gobiernos en el exilio pueden realizar muchos tipos de acciones en la conducción de sus asuntos diarios. Estas acciones incluyen:
- hacerse parte en un tratado bilateral o internacional
- enmienda o revisión de su propia Constitución
- el mantenimiento de fuerzas militares
- retención del (o "la obtención de nuevo") reconocimiento diplomático de los Estados soberanos
- la expedición de tarjetas de identidad
- permitir la formación de nuevos partidos políticos
- establecimiento de reformas democráticas
- celebración de elecciones
- permitir las elecciones directas (o de base más amplia) de sus funcionarios de gobierno, etc.

Sin embargo, ninguna de estas acciones puede servir para legitimar un gobierno en el exilio para convertirse en el gobierno legal reconocido internacionalmente de su localidad actual. Por definición, un gobierno en el exilio se habla en términos de su país de origen, por lo que debe volver a su país natal y reconquistar el poder para obtener legitimidad como el gobierno legal de esa zona geográfica.

## Gobiernos en el exilio en la actualidad
Los gobiernos en el exilio con frecuencia tienen poco o ningún reconocimiento de los otros poderes. Los gobiernos en el exilio en la actualidad incluyen:

### Gobiernos depuestos de Estados actuales
La siguiente lista incluye a los gobiernos en el exilio que han sido creados por los gobiernos depuestos o gobernantes que pretenden seguir siendo la autoridad legítima de un territorio que una vez controlaron (o fueron elegidos como el gobierno legítimo).
| Nombre                                                  | Exilio desde | País que controla el territorio reclamado | Información | Referencias |
| ------------------------------------------------------- | ------------ | ----------------------------------------- | --- | ----------- |
| Consejo de la República Popular Bielorrusa en el Exilio | 1919         | República de Bielorrusia                  | Es el actual gobierno (formalmente, parlamento provisional) en el exilio más antiguo. En la actualidad está dirigido por Ivonka Survilla en Toronto, Canadá. Véase también República Popular Bielorrusa.                                                                        | [ 2 ]       |
| Dinastía Kayar                                          | 1925         | República Islámica de Irán                | La Dinastía Kayar, encabezada por Mohammad Hassan Mirza II, y que actualmente vive en Dallas, Texas, EE. UU. |             |
| Dinastía Pahlavi                                        | 1979         | República Islámica de Irán                | La Dinastía Pahlavi, encabezada por Reza Pahlavi II, y que actualmente vive en Potomac, Maryland, EE. UU. |             |
| Gobierno Real de Laos en el Exilio                      | 1975         | República Democrática Popular Lao         | El Gobierno Real de Laos en el Exilio tiene su sede en Gresham, Oregón, EE. UU. | [ 3 ]       |
| Dinastía Nguyễn                                         | 1945         | República Socialista de Vietnam           | El reinado del Emperador vietnamita finalizó en 1945, cuando Bảo Đại abdicó como Emperador, posteriormente, en 1955, Bảo Đại partió hacia el exilio en Francia, país donde falleció en 1997. Actualmente, los descendientes de la casa real vietnamita permanecen en el exilio. | [ 4 ]       |

### Gobierno actual que afirma ser un gobierno en el exilio
| Nombre             | Exilio desde | País que controla el territorio reclamado | Información | Referencias              |
| ------------------ | ------------ | ----------------------------------------- | --- | ------------------------ |
| República de China | 1949         | República Popular de China                | El gobierno de la República de China no es sin ambigüedades 'en el exilio' porque a pesar de que fue obligado a salir de la totalidad de su territorio original (excepto de Taiwán y unas pocas islas) y ha declarado su ambición de volver a ese territorio original. La República de China también dice ser el legítimo soberano y tiene pleno control del territorio que hoy ocupa. Taiwán fue puesto bajo el control administrativo del gobierno de la República de China al aceptar la rendición de Japón en 1945, mientras que la República de China estaba comprometida en una guerra civil con el Partido Comunista de China. En 1949 el gobierno de la República de China en virtud de Chiang Kai-shek se trasladó a Taipéi. | [ 7 ] [ 8 ] [ 9 ] [ 10 ] |

### Gobiernos depuestos de territorios subnacionales actuales
La lista a continuación se refiere a las entidades que actualmente funcionan como estados independientes, pero son reclamados por los gobiernos en el exilio como parte de jure de una entidad política diferente.
| Nombre | Exilio desde | País que controla el territorio reclamado | Información | Referencias |
| --- | ------------ | ----------------------------------------- | --- | ----------- |
| Comité de las Cinco Provincias de Corea del Norte                                                                                                  | 1949         | República Popular Democrática de Corea    | Con sede en Seúl, es la administración provisional del Gobierno surcoreano para las cinco provincias anteriores a 1945 que se convirtieron en Corea del Norte al final de la Segunda Guerra Mundial y la división de Corea. Las cinco provincias son: Hamgyŏng del Norte, Hamgyŏng del Sur, Hwanghae, P'yŏngan del Norte, P'yŏngan del Sur; así como parte de Gyeonggi y Gangwon.             | [ 11 ]      |
| Gobierno de la Provincia de Taiwán | 1949         | República de China                        | Gobierno de la provincia de la República Popular China cuyo territorio se encuentra actualmente bajo el control de la República de China (Taiwán). Tiene su propia sede de asuntos en Pekín. |             |
| - Famagusta - Distrito de Kyrenia - Distrito de Nicosia                                                                                            | 1974         | República Turca del Norte de Chipre       | Gobiernos de las municipalidades chipriotas que fueron ocupados por Turquía y pasaron a formar parte de la auto proclamada República Turca del Norte de Chipre. Los gobiernos de dichas municipalidades aún mantienen sus sedes en la parte chipriota de Nicosia. |             |
| Provincia Autónoma de Kosovo y Metohija | 2008         | República de Kosovo                       | El gobierno de la provincia autónoma serbia de Kosovo y Metohija se encuentra en la parte norte habitada por serbios, y el resto es controlado por la república de albanokosovar que se proclamó independiente el 17 de febrero de 2008. |             |
| - Administración Provisional de Osetia del Sur - República Autónoma de Abjasia                                                                     | 2008         | Territorios ocupados de Georgia por Rusia | Son áreas de Georgia que han sido ocupadas por Rusia después de la guerra ruso-georgiana en 2008. Consiste en las regiones de la República Autónoma de Abjasia y la antigua Región Autónoma de Osetia del Sur de la Georgia soviética (actualmente dividida entre varias divisiones administrativas no autónomas de Georgia independiente), cuyo estatus es un tema de disputa internacional. |             |
| - Sebastopol - República Autónoma de Crimea - Óblast de Jersón - Óblast de Nicolaiev - Óblast de Zaporiyia - Óblast de Donetsk - Óblast de Lugansk | 2014         | Territorios ocupados de ucrania por rusia | Los territorios temporalmente ocupados de Ucrania es un término administrativo en la legislación ucraniana designado para describir las partes del territorio ucraniano ocupadas militarmente por Rusia como consecuencia de la anexión de Crimea, así como también de la Guerra del Dombás y la Invasion a Ucrania.                                                                          | [ 12 ]      |

### Gobiernos alternativos de Estados actuales
La siguiente lista consta de los gobiernos que se han creado en el exilio por las organizaciones y partidos políticos de oposición que aspiran a convertirse en autoridad de gobierno de un territorio real y se han creado como alternativa al gobierno actualmente en el control del territorio.
| Nombre                                     | Exilio desde | Proclamación de exilio | País que controla el territorio reclamado | Notas | Referencias |
| ------------------------------------------ | ------------ | ---------------------- | ----------------------------------------- | --- | ----------- |
| Consejo de la Corona de Etiopía            | 1974         | 1993                   | República Democrática Federal de Etiopía  | El Consejo de la Corona de Etiopía, dirigida por S.A.I. el Príncipe Ermias Sahle Selassie y con base en el área de Washington DC, afirma que el emperador sigue siendo el jefe legal de Etiopía.                                                             |             |
| Consejo Nacional de Irán                   | 2013         | 2013                   | República Islámica de Irán                | Coalición de cuarenta organizaciones políticas de la oposición iraní, liderada por el príncipe Reza Pahlaví. Con sede en Maryland, Estados Unidos. |             |
| Consejo Nacional de Resistencia de Irán    | 1981         | 1981                   | República Islámica de Irán                | Coalición de varias organizaciones políticas de la Oposición iraní en el exilio, siendo el grupo más grande la Organización de los Muyahidines del Pueblo de Irán, liderada por Maryam y Masud Rajavi. La organización tiene su sede en París, Francia.      | [ 13 ]      |
| Tercera República de Vietnam               | 1981         | 1981                   | República Socialista de Vietnam           | La Tercera República de Vietnam, anteriormente denominada Gobierno Nacional Provisional de Vietnam, fue formada en el condado de Orange, California, por ex soldados y refugiados del antiguo Vietnam del Sur. Declarada organización terrorista en Vietnam. | [ 14 ]      |
| Gobierno de Guinea Ecuatorial en el Exilio | 2003         | 2003                   | República de Guinea Ecuatorial            | El Partido del Progreso de Guinea Ecuatorial proclama a Severo Moto como el "Presidente de Guinea Ecuatorial" en Madrid, España. | [ 15 ]      |

### Gobiernos separatistas alternativos de territorios subnacionales actuales
La siguiente lista incluye a los gobiernos en el exilio de los territorios que no son totalmente independientes en la actualidad, pero han sido subsumidos por una entidad política diferente.
| Nombre                                                        | Exilio desde | Proclamación de exilio | País que controla el territorio reclamado | Información | Referencias                 |
| ------------------------------------------------------------- | ------------ | ---------------------- | ----------------------------------------- | --- | --------------------------- |
| Gobierno en el exilio de la Ciudad libre de Dánzig            | 1939         | 1947                   | República de Polonia                      | Con base en Berlín. | [ 16 ] [ 17 ] [ 18 ] [ 19 ] |
| Gobierno en el exilio de la República del Turquestán Oriental | 1949         | 2004                   | República Popular China                   | Busca la independencia del Turquestán Oriental de la República Popular China. | [ 20 ]                      |
| Administración Central Tibetana                               | 1959         | 1959                   | República Popular China                   | La Administración Central Tibetana del Dalái Lama, un gobierno en el exilio (con sede en Dharamsala, India), que reclama representar al pueblo de Tíbet. | [ 21 ]                      |
| República de las Molucas del Sur                              | 1963         | 1966                   | República de Indonesia                    | La Republik Maluku Selatan, de las Molucas del Sur, Indonesia, se han exiliado en los Países Bajos desde 1950. | [ 22 ]                      |
| República de Papúa Occidental                                 | 1963         | 1969                   | República de Indonesia                    | Con base en los Países Bajos y campañias por la independencia en Papúa Occidental. | [ 23 ] [ 24 ]               |
| Gobierno de Biafra en el exilio                               | 1970         | 2007                   | República Federal de Nigeria              | El Movimiento por la Actualización del Estado Soberano de Biafra trata de restablecer la República de Biafra. Su sede está en Washington DC. | [ 25 ]                      |
| República de Cabinda                                          | 1975         | 1975                   | República de Angola                       | Cabinda fue un protectorado portugués, mientras que Angola había sido una colonia. Cabinda fue invadida por Angola en el año 1975. Su sede se basa en Pointe-Noire, República del Congo. |                             |
| República Chechena de Ichkeria                                | 2000         | 2000                   | Federación Rusa                           | El gobierno se basa principalmente en Europa Occidental, naciones árabes y los Estados Unidos. Algunos miembros están luchando en el movimiento rebelde en contra de la Ejército Ruso. | [ 26 ]                      |
| República Serbia de Krajina                                   | 1996         | 2005                   | República de Croacia                      | Reconstituido el 26 de febrero de 2005 en Belgrado, Serbia por los restos del Gobierno de la República Serbia de Krajina a partir de que las fuerzas croatas los expulsaran de la entidad no reconocida internacionalmente en 1995 durante la Operación Tormenta al final de la Guerra Croata de Independencia. | [ 27 ]                      |
| Koma Civakên Kurdistán                                        | -            | 1998                   | República de Turquía                      | Su objetivo es crear un estado kurdo en Turquía, la organización es sucesora del Parlamento kurdo en el exilio. | [ 28 ]                      |
| República de Ambazonia                                        | -            | 1999                   | República de Camerún                      | El antiguo territorio británico del Mandato de Camerún Meridional. Declaró su independencia el 31 de diciembre de 1999. | [ 29 ]                      |
| Gobierno en el exilio del Kurdistán Occidental                | -            | 2004                   | República Árabe Siria                     | Su objetivo es crear un Estado kurdo en Siria. Actualmente tiene su sede en Londres, Reino Unido | [ 30 ]                      |
| Gobierno Copto en el exilio                                   | -            | 1992                   | República Árabe de Egipto                 | Su objetivo es crear un Estado independiente para los coptos. | [ 31 ]                      |
| Gobierno Provisional de los Estados Federados de Shan         | -            | 2005                   | Unión de Myanmar                          | Tiene como objetivo establecer un Estado independiente para la etnia shan en el territorio controlado actualmente por Myanmar (Birmania). | [ 32 ]                      |
| Gobierno Transicional de Tamil Eelam                          | 2009         | 2010                   | Sri Lanka                                 | Su objetivo es establecer el estado independiente de Tamil Eelam. | [ 33 ]                      |

### Alternativas de gobierno de los territorios no autónomos o territorios ocupados
Estos gobiernos en el exilio son gobiernos de territorios no autónomos o ocupados. Ellos reclaman la autoridad legítima sobre un territorio que una vez controlaron, o reclaman la legitimidad como una autoridad post-descolonización.
Las Naciones Unidas reconocen el derecho a la libre determinación de la población de estos territorios, incluida la posibilidad de establecer Estados soberanos independientes.
| Nombre                               | Exilio desde | País que controla el territorio reclamado | Información | Referencias          |
| ------------------------------------ | ------------ | ----------------------------------------- | --- | -------------------- |
| República Árabe Saharaui Democrática | 1976         | Reino de Marruecos                        | Tiene su sede en los campos de refugiados de la región de Tinduf en Argelia, y control de lo que denomina la Zona Libre en la parte oriental del Sahara Occidental. Reclama de iure la soberanía sobre todo el territorio del Sahara Occidental. | [ 34 ]               |
| Estado de Palestina                  | 1988         | Estado de Israel                          | Declarado unilateralmente en el exilio en Argel por la Organización para la Liberación de Palestina que más tarde se estableció la administración territorial provisional de la Autoridad Nacional Palestina como resultado de los Acuerdos de Oslo firmados por la OLP, Israel, Estados Unidos y Rusia. Actualmente el control total sobre todos los territorios reclamados es todavía ejercido por Israel, pero permite que la ANP ejecutar algunas funciones, dependiendo de la clasificación de la zona especial. Los miembros de las instituciones del Estado de Palestina se reúnen dentro de su territorio reclamado sin tener control sobre cualquier parte del mismo. | [ 47 ] [ 48 ] [ 49 ] |

### Gobiernos en el exilio con estatus ambiguo
Estos gobiernos tienen vínculos con el área que representan, pero por su estatus ambiguo no pueden ser incluidos en otras categorías de este artículo.
| Nombre                           | Exilio desde | País que controla el territorio reclamado | Información | Referencias |
| -------------------------------- | ------------ | ----------------------------------------- | --- | ----------- |
| Comité de salvación ucraniano    | 2015         | Ucrania (Presidente Petró Poroshenko)     | Formado en Moscú, Rusia, por el ex Primer ministro de Ucrania Mikola Azárov, con la intención de celebrar nuevas elecciones en Ucrania. | [ 50 ]      |
| República Islámica de Afganistán | 2021         | Emirato Islámico de Afganistán            | Tras una ofensiva de los talibanes durante el verano de 2021, que se apoderó de la mayor parte del país y condujo a la caída de Kabul, el presidente Ashraf Ghani huyó a Tayikistán. Los talibanes anteriormente gobernaron el país como el Emirato Islámico de Afganistán. La República Islámica de Afganistán sigue siendo reconocida por la comunidad internacional, a pesar de que no se ha establecido formalmente un gobierno en el exilio. | [ 51 ]      |

## Anteriores gobiernos en el exilio
| Nombre                                                       | Exilio/ Creado(*) desde | Desaparecido/ Restablecido(*)/ Integrado(°) desde | País que controlaba el territorio reclamado                                                                     | Información | Referencias   |
| ------------------------------------------------------------ | ----------------------- | ------------------------------------------------- | --- | --- | ------------- |
| Regencia de España                                           | 1810                    | 1813                                              | Primer Imperio francés                                                                                          | Con base en la ciudad de Cádiz, se estableció la Regencia del Reino y las Cortes durante la ocupación napoleónica hasta el triunfo en la guerra y el retorno de Fernando VII. |               |
| Gobierno de Filipinas en el Exilio                           | 1897                    | 1898*                                             | España | Con base en Hong Kong, Emilio Aguinaldo establece un gobierno en el exilio de la antigua colonia española como resultado del Pacto de Biak-na-Bató. | [ 52 ]        |
| Gobierno Provisional de la República de Corea                | 1919*                   | 1948°                                             | Imperio del Japón                                                                                               | Gobierno Provisional de la República de Corea, con base en Shanghái, China, y más tarde en Chongqing. Fue creado en 1919 después del Movimiento 1 de marzo (movimiento independentista coreano). Posteriormente a la derrota de Japón en la Segunda Guerra Mundial el Presidente Syngman Rhee se convirtió en el primer presidente de la República de Corea. |               |
| República Popular Ucraniana                                  | 1920                    | 1992                                              | República Socialista Soviética de Ucrania Segunda República Polaca República de Checoslovaquia Reino de Rumania | El Gobierno de la República Popular Ucraniana en el exilio se estableció después de la invasión soviética de Ucrania en 1920. |               |
| República de Vietnam del Sur                                 | 1969                    | 1976                                              | Vietnam del Sur                                                                                                 | Gobierno provisional establecido por el Vietcong durante la Guerra de Vietnam. |               |
| Gobierno de la República Democrática de Georgia en el exilio | 1921                    | 1954                                              | República Socialista Soviética de Georgia                                                                       | El Gobierno de la República Democrática de Georgia en el exilio se estableció después de la invasión soviética de Georgia en 1921, con sede en Leuville-sur-Orge, Francia. |               |
| Segunda República Española en el exilio                      | 1939                    | 1977                                              | España franquista                                                                                               | El Gobierno republicano español en el exilio después del golpe de Estado de Francisco Franco, se estableció en la ciudad de México desde 1939 hasta 1946, y luego se trasladó a París, donde duró hasta la muerte de Franco. |               |
| Servicio Diplomático de Letonia en el Exilio (en)            | 1940                    | 1991°                                             | República Socialista Soviética de Letonia                                                                       | Los servicios diplomáticos letones actuaron como una suerte de gobiernos en el exilio en aquellos países que no reconocieron la anexión soviética del país. | [ 53 ]        |
| Gobierno de Toda Palestina                                   | 1948                    | 1959                                              | Egipto | El gobierno de toda Palestina fue proclamado en Gaza en septiembre de 1948, pero poco después fue trasladado a El Cairo por miedo a la ofensiva israelí. A pesar de la capacidad egipcia de mantener el control de la Franja de Gaza, el Gobierno de Palestina se vio obligado a permanecer en el exilio en El Cairo, despojándolo gradualmente de su autoridad hasta que en 1959 fue disuelto por el decreto del Presidente Nasser. |               |
| Gobierno de emergencia de la República de Indonesia          | 1948*                   | 1949°                                             | Indias Orientales Neerlandesas                                                                                  | Con base en Bukittinggi; liderado por Sjafruddin Prawiranegara, foundado después de la Operación Kraai en diciembre de 1948. |               |
| Gobierno de Estonia en el exilio                             | 1953*                   | 1992°                                             | Unión Soviética                                                                                                 | El Gobierno de Estonia en el exilio fue establecido en Suecia por varios miembros de la Comisión Nacional de la República de Estonia. Ningún Estado ha reconocido a este gobierno. Además, no fue reconocido por las legaciones diplomáticas estonias que fueron vistas por los países occidentales como representantes legales del Estado ocupado. Una alternativa de gobierno fue creada por otro grupo de exiliados políticos de Estonia en el mismo año en Múnich, pero pronto dejó de existir.                                                                                | [ 54 ]        |
| Gobierno Provisional de la República Argelina                | 1958*                   | 1962*                                             | Argelia francesa (Francia)                                                                                      | El Gouvernement Provisoire de la République Algérienne (GPRA) fue el gobierno en el exilio del Frente de Liberación Nacional (FLN) durante la última parte de la Guerra de Independencia de Argelia (1954–62). Después de la guerra el gobierno en el exilio del FLN se enfrentó con fuerzas leales al Ejército de Liberación Nacional, que terminó en un acuerdo de compromiso para disolver el GPRA, pero que permitiría que la mayoría de sus miembros puedan entrar en el gobierno posterior a la independencia.                                                               |               |
| Gobierno Revolucionario de Angola en el exilio               | 1962*                   | 1992°                                             | República de Angola                                                                                             | El Gobierno Revolucionario de Angola, fundado en 1962 y con base en Kinshasa, República Democrática del Congo. La rama militar conocida como el Frente Nacional de Liberación de Angola fue reconocido como un partido político en 1992 y tiene tres escaños en el Parlamento de Angola. |               |
| Gobierno de Namibia en el Exilio                             | 1966*                   | 1989°                                             | Sudáfrica | El gobierno en el exilio del SWAPO durante la Guerra de Independencia de Namibia con base en Tanzania y luego Zambia. Se formó después de la oposición a la administración del apartheid de Sudáfrica en África del Sudoeste, que había sido declarado ilegal por la Resolución 264 del Consejo de Seguridad de Naciones Unidas. En 1990 logró la independencia de Namibia, con la SWAPO como ganador de las elecciones pre-independencia de 1989. | [ 55 ]        |
| Gobierno Provisional de la República Popular de Bangladés    | 1971*                   | 1972°                                             | Pakistán | Con base en Calcuta, India; liderado por Sheikh Mujibur Rahman que luego se convirtió en Presidente de Bangladés. | [ 56 ]        |
| Aceh                                                         | 1976*                   | 2005                                              | República de Indonesia                                                                                          | El Movimiento Aceh Libre, gobierno en el exilio del territorio especial de Aceh, Indonesia, con sede en Suecia. Abandonó sus intenciones separatistas y disolvió su brazo armado, tras el acuerdo de paz de 2005 con el Gobierno de Indonesia. |               |
| Gobierno de Coalición de Kampuchea Democrática               | 1982*                   | 1993°                                             | República Popular de Kampuchea                                                                                  | Establecido con reconocimiento de Naciones Unidas en oposición de gobierno apoyado por Vietnam. Las elecciones de 1993 llevaron a la reintegración del gobierno en el exilio en el recientemente constituido Reino de Camboya. |               |
| Estado Islámico de Afganistán                                | 1989*                   | 1992°                                             | República Democrática de Afganistán                                                                             | El Estado Islámico de Afganistán fue un gobierno integrista con base en Peshawar, reconocido por algunos Estados, creado por las facciones sunnitas muyahidines que luchaban contra el gobierno comunista afgano. En 1992 pudo establecerse en la capital, Kabul. | [ 57 ]        |
| Gobierno de Coalición Nacional de la Unión de Birmania       | 1990                    | 2012                                              | República de la Unión de Myanmar                                                                                | Estaba dirigida por Sein Win. Se componía de miembros del Parlamento elegidos en 1990, pero no estaba permitida por los militares a asumir el cargo. Se basaba en Rockville, Maryland, EE. UU. | [ 58 ] [ 59 ] |
| República de Dubrovnik                                       | 1991                    | 1992                                              | República de Croacia                                                                                            | Formado en Cavtat con la ayuda del Ejército Popular Yugoslavo después de que Croacia declarara la independencia de Yugoslavia. Reivindicado como el sucesor histórico de la República de Ragusa (1358-1808). |               |
| Bongo Doit Partir                                            | 1998                    | 2009                                              | Gabón | Nombre traducido: "Bongo debe ir". Fundado por Daniel Mengara, esta organización se proclamó como el legítimo gobierno de Gabón, en oposición al presidente Omar Bongo. Después de la muerte de Bongo, en junio de 2009, Mengara regresó a Gabón para participar en las elecciones de este país. | [ 60 ] [ 61 ] |
| República Bangsamoro                                         | 2013                    | 2013°                                             | República de Filipinas                                                                                          | Antes de la crisis de Zamboanga, Nur Misuari estableció su propio gobierno, pero fue derrotado al final de la guerra contra el gobierno filipino en septiembre de 2013. |               |
| Gobierno de Salvación Sirio                                  | 2017                    | 2024                                              | República Árabe Siria                                                                                           | El Gobierno de Salvación Sirio fue un cuasi-estado no reconocido en el noroeste de Siria, controlado por Hayʼat Tahrir al-Sham y otros grupos opositores desde 2017. Su capital de facto era Idlib. Tras la caída de Damasco en diciembre de 2024, el último primer ministro baazista, Mohammad Ghazi al-Jalali, transfirió el poder al líder del Gobierno de Salvación, Mohammed al-Bashir, cuyos ministros asumieron los mismos cargos en el nuevo gobierno de transición. |               |
| Gobierno Interino Sirio                                      | 2013                    | 2025                                              | República Árabe Siria                                                                                           | El Gobierno Interino Sirio fue un protoestado de facto no reconocido, establecido el 18 de marzo de 2013 por la Coalición Nacional de Fuerzas Revolucionarias y de Oposición Sirias durante la guerra civil. Administró territorios controlados por Turquía en el norte de Siria, con sede en Azaz, y su fuerza militar fue el Ejército Nacional Sirio. Tras la caída de Assad, coexistió con el gobierno de transición en Damasco y apoyó su formación. El 30 de enero de 2025, se puso a disposición del gobierno de transición, que comenzó a desplegar sus fuerzas en febrero. |               |

### Soberana Orden Militar de Malta
La Soberana Orden Militar de Malta puede ser considerado un caso de gobierno en el exilio, ya que no tiene territorio, pero es reconocido como un gobierno soberano por numerosos países soberanos. Sin embargo, no tiene la pretensión de ser un Estado soberano, sino ser un "sujeto soberano" del derecho internacional. Además, hace siglos que no reclama jurisdicción respecto de Malta, razón por la cual reconoce y mantiene relaciones diplomáticas con la República de Malta.

### Segunda Guerra Mundial
Muchos países establecieron gobiernos en el exilio como consecuencia de su pérdida de soberanía durante la Segunda Guerra Mundial:
- Bélgica (invadida el 10 de mayo de 1940)
- Checoslovaquia (establecido en 1940 por Edvard Beneš y reconocido por el gobierno británico)
- Francia Libre (basada en Londres desde 1940 hasta 1944)
- Francia de Vichy (exiliada en Sigmaringa, Alemania, desde el 7 de septiembre de 1944 hasta el 22 de abril de 1945)
- Reino de Grecia (invadida el 28 de octubre de 1940)
- Luxemburgo (invadido el 10 de mayo de 1940)
- Noruega (invadida el 9 de abril de 1940)
- Países Bajos (invadidos el 10 de mayo de 1940)
- Polonia (invadida el 1 de septiembre de 1939. Véase Gobierno de Polonia en el exilio)
- Reino de Yugoslavia (invadido el 6 de abril de 1941)
- Mancomunidad de Filipinas (invadida el 9 de diciembre de 1941)
- Gobierno provisional para una India libre (desde 1943 hasta 1945, fue establecido por los nacionalistas indios en el exilio durante la guerra)

Otros líderes exiliados en el Reino Unido incluyeron a Ahmet Zogu (Rey de Albania como Zog I) y Haile Selassie (Emperador de Etiopía).
Ejemplos notables de los países ocupados que mantienen la soberanía parcial a través de sus territorios de ultramar incluyen a Bélgica y la Francia Libre.

#### La excepción danesa
La Ocupación de Dinamarca (9 de abril de 1940) fue administrado por la Oficina de Asuntos Exteriores alemana, a diferencia de otros territorios ocupados que se encontraban bajo la administración militar. Dinamarca no establece un gobierno en el exilio, aunque había una Asociación de Daneses Libres establecidos en Londres. El Rey Cristián X y su gobierno se mantuvieron en Dinamarca, y funcionaba relativamente independiente durante los tres primeros años de la ocupación alemana. Mientras tanto, Islandia, Groenlandia y las Islas Feroe fueron ocupadas por los aliados, y efectivamente separado de la corona danesa.

### Guerra del Golfo Pérsico
A raíz de la invasión y ocupación de Kuwait el 2 de agosto de 1990, el Jeque Jaber Al-Ahmad Al-Jaber Al-Sabah y altos funcionarios de su gobierno huyeron hacia Arabia Saudita, donde se estableció un gobierno en el exilio operando desde un hotel de lujo en Dhahran. El gobierno de Kuwait en el exilio fue mucho más rico que la mayoría de estos gobiernos, con plena disposición de los bienes kuwaitíes muy considerable en los bancos occidentales; de los cuales hizo uso para llevar a cabo una masiva campaña de propaganda denunciando la ocupación iraquí y la movilización de la opinión pública en de Occidente en favor de la guerra con Irak. En marzo de 1991, tras la victoria estadounidense en la Guerra del Golfo Pérsico, el jeque y su gobierno pudieron regresar a Kuwait.

### Guerra del Pacífico
Después de la caída de Lima el 17 de enero de 1881 por parte de las fuerzas armadas chilenas, el gobierno constitucional peruano colapsó y el presidente Francisco García Calderón Landa fue llevado apresado a Chile, a pesar de esto la junta de nobles (un tipo de gobierno provisional) al mando del coronel Lizardo Montero Flores lo proclamó como presidente y representante constitucional de la República Peruana en el exilio, desde su celda García siguió manejando los asuntos del Estado por medio de Montero hasta llegar a negarse ordenar la paz si está incluía cesión territorial a favor de Chile, por tal motivo fue llevado a la entonces atrasada ciudad de Rancagua y fue en ese lugar donde perdió todo contacto con la situación de la guerra, paralelamente el gobierno provisional de Montero Flores perdía poder, influencia y territorio ante el gobierno regenerador del general Miguel Iglesias (favorable a los intereses chilenos) que comenzaba a ser reconocido internacionalmente como el legítimo representante del Estado peruano, de esa forma para 1882 todo tipo de control efectivo de García desapareció y Montero paso a formar parte de la resistencia armada opositora, como consecuencia el gobierno constitucional de la República Peruana en el exilio se extinguió por completo.
En 1883 cuando termina la guerra uno de los puntos acordados en el Tratado de Ancón fue la prohibición del ingreso de García Calderón al Perú, el gobierno de Iglesias se impone prematuramente como el gobierno efectivo ya que tras la retirara de las tropas chilenas en ese mismo año la resistencia opositora inició una guerra civil que ganaron en 1884, ese mismo año García se incorpora al Perú después de su estadía en Europa.